# Hirnstammsyndrom
Hirnstammsyndrome entstehen durch Läsionen im Hirnstamm. Wie bei Läsionen in anderen Teilen des Nervensystems kann man von der Summe der Symptome, dem Syndrom, auf den Ort der Schädigung schließen, zum Beispiel auf die Höhe der Schädigung im Hirnstamm (Mittelhirn, Pons, verlängertes Mark). Hirnstammsyndrome sind meistens charakterisiert durch den Ausfall von Hirnnerven (Schädigung von Hirnnervenkernen) und den Ausfall langer Bahnen für Motorik oder Sensibilität. Bei unvollständigen Hirnstammschädigungen kommt es charakteristischer Weise zur Ausprägung alternierender Symptome, d. h. die Symptome treten abhängig von der Lage der Schädigung teils auf der gleichen (homo-, ipsilateralen), teils auf der gegenüberliegenden (kontralateralen) Seite des Körpers auf.
Hirnstammsyndrome sind häufig mit dem Eigennamen des Erstbeschreibers benannt (z. B. Wallenberg-Syndrom). Oft sieht man in der Praxis aber Syndrome, die nicht typisch oder nicht vollständig ausgeprägt sind oder auch Merkmale mehrerer klassischer Syndrome in sich vereinen.
Ursachen von akuten Hirnstammsyndromen sind Hirninfarkte, Hirnblutungen oder Entzündungen (zum Beispiel im Rahmen einer Multiplen Sklerose). Chronische Hirnstammsyndrome können unter anderem auf raumfordernde Tumoren zurückzuführen sein.

## Alternierende Mittelhirnsyndrome
Läsionen im Mittelhirn ziehen alternierende Mittelhirnsyndrome nach sich:
- Benedikt-Syndrom
- Weber-Syndrom
- Nothnagel-Syndrom
- Claude-Syndrom

## Alternierende Pons-Syndrome
Läsionen im Bereich der Brücke (Pons) führen zu alternierenden Pons-Syndromen. Folgende Pons-Syndrome können unterschieden werden:
- Foville-Syndrom
- Brissaud-Sicard-Syndrom
- Raymond-Syndrom
- Raymond-Céstan-Syndrom
- Gasperini-Syndrom
- Grenet-Syndrom
- Millard-Gubler-Syndrom

## Alternierende Medulla-oblongata-Syndrome
Bei einer Läsion im Bereich des verlängerten Marks – der Medulla oblongata – kann es zur Ausbildung eines alternierenden Medulla-oblongata-Syndroms kommen. In der Literatur werden 10 klassische Medulla-oblongata-Syndrome unterschieden:
- Wallenberg-Syndrom
- Babinski-Nageotte-Syndrom
- Cestan-Chenais-Syndrom
- Jackson-Syndrom
- Avellis-Syndrom
- Dejerine-Spiller-Syndrom
- Tapia-Syndrom
- Reinhold-Syndrom
- Schmidt-Syndrom
- Vernet-Syndrom

## Tiermedizin
Bei Haustieren sind Hirnstammsyndrome zumeist infektiös bedingt (Staupe, Tollwut, Aujeszkysche Krankheit, Feline infektiöse Peritonitis, Neosporose und Toxoplasmose). Bei Haushunden spielt auch die idiopathische Granulomatöse Meningoenzephalitis eine Rolle.